# قطره‌خواری

قطره‌خواری

در زیست‌شناسی سلولی قطره‌خواری یا پینوسیتوز (به انگلیسی: Pinocytosis)، که به نام اندوسیتوز مایع و قطره‌خواری فاز توده‌ای نیز شناخته می‌شود، یک حالت از اندوسیتوز (درون‌بری) است که در آن ذرات کوچک معلق مایعات برون‌سلولی از طریق تورفتگی غشای سلولی به درون سلول آورده می‌شوند و در نتیجه آن ذرات در سلول درون وزیکول قرار می‌گیرند. سپس این وزیکول‌های پینوسیتوزی معمولاً با اندوزوم‌های اولیه ترکیب می‌شوند تا ذرات درون آن آبکافت شوند.
قطره‌خواری بسته به مکانیسم مولکولی و سرنوشت مولکول‌های واردشده، به گونه‌هایی تقسیم می‌شود. در برخی موارد قطره‌خواری به عنوان یک فرایند سازنده در نظر گرفته می‌شود، در حالیکه در موارد دیگر واسطه گیرنده است و بسیار تنظیم می‌شود.